# Klein Jamno
Klein Jamno, niedersorbisch Małe Jamne, ist ein Ortsteil der Stadt Forst (Lausitz) im Landkreis Spree-Neiße in Brandenburg.

## Lage
Klein Jamno liegt in der Niederlausitz etwa vier Kilometer westlich von Forst und etwa 21 Kilometer östlich der Stadt Cottbus. Umliegende Ortschaften sind Mulknitz im Norden, die Stadt Forst im Osten und Südosten, Groß Jamno im Südwesten sowie die zur Gemeinde Wiesengrund gehörenden Ortsteile Dubrau im Westen und Gosda im Nordwesten. Weiter nordwestlich befindet sich der Braunkohletagebau Jänschwalde.
Klein Jamno liegt an einer Gemeindestraße etwa einen Kilometer nördlich der Landesstraße 49 und drei Kilometer westlich der Bundesstraße 112.

## Geschichte

### Erste Besiedelung und Ersterwähnung
Klein Jamno wurde wahrscheinlich schon sehr früh besiedelt, davon zeugen vorzeitliche Urnenfunde in der Nähe der heutigen Dorflage. Diese ersten Siedler wanderten allerdings nach einer gewissen Zeit weiter oder wurden durch Seuchen getötet, weshalb Klein Jamno später ein zweites Mal besiedelt wurde, diesmal vom slawischen Stamm der Lusitzi. Davon zeugen noch heute die teilweise sorbischen Flur- und Familiennamen.
Klein Jamno lag an der Salzstraße, einer der wichtigsten Verkehrsadern dieser Zeit. 1588 wurde Klein Jamno erstmals urkundlich erwähnt, damals schon unter seinem heutigen Namen. Der Ortsname stammt aus dem Sorbischen und bedeutet – entsprechend der Bedeutung des Groß Jamnoer Ortsnamens – „Kleine Siedlung an einer Grube“ (jama = „Grube“).

### Klein Jamno im 17. und 18. Jahrhundert
Klein Jamno gehörte dem Adelsgeschlecht zu Bieberstein. 1667 wurde das Dorf in einer Festlegung des Adelshauses für Witwe Amalia Juliane das Kammerdorf Eulo als Witwensitz bestimmt. In Verbindung mit Eulo gehörte ihr somit auch Klein Jamno. Später besaß sie nur noch Klein Jamno. Etwa zu dieser Zeit hatte das Dorf 50 Landflächen. Die gesamte Ortsfläche von 697,2 Morgen Land setzte sich aus 143 Morgen Acker, 164 Morgen Wiese, 4,2 Morgen Hütungsland, 315 Morgen Wald und 71 Morgen Gewässerfläche zusammen.
Um das Jahr 1670 setzte sich in Klein Jamno die Finanzsteuer als Abgabenzahlung durch. 1706 lebten in Klein Jamno 13 Bauern, vier Gärtner sowie 41 Arbeiter, darunter auch Jungen ab 12 Jahren. 1708 zählte Klein Jamno zu den herrschaftlichen Kammerdörfern und war adliger Verwaltung unterstellt. Der Dorfschulze war für die Eintreibung der Steuern verantwortlich. Ob Klein Jamno zuvor ein Vasallendorf war, ist nicht belegt. 1723 wurden 125 Einwohner gezählt.
Nach den Steinschen Reformen wurden die Bauern Besitzer des Landes, das sie bearbeiteten. Zur Überwachung der Eigentumsverhältnisse wurde ein Rezess angelegt, über das der Dorfschulze wachen musste. Als Steuerabgabe an das Herrschaftshaus waren 360 Taler zu zahlen. Später vermachte Amalia Juliane von Bieberstein das Dorf an das Kloster Niemitsch, an das Klein Jamno die Urbebe zahlen musste. 1777 lebten in Klein Jamno 13 Bauern, vier Gärtner und vier Halbgärtner, vier Büdner, ein Häusler sowie 17 „Angesessene“.

### 19. und 20. Jahrhundert
Nach dem Wiener Kongress wurde die Steuerform der Urbebe beseitigt, die Feudalrechte wurden aufgehoben und die Kammerdörfer zu Rittergütern umstrukturiert. Dem Dorfschulze wurden zwei Gerichtsmänner für eventuelle Auseinandersetzungen innerhalb des Dorfes zur Seite gestellt und ein Kirchenvertreter sollte die Verbindung zur Kirchengemeinde Eulo aufrechterhalten.
1829 wurde Klein Jamno bei einem Großbrand zerstört. Bis zu dem Brand war Klein Jamno ein Zeilendorf, beim Wiederaufbau wurden die Häuser nun weiter auseinander gerückt, wie es heute erkennbar ist. Nach der Einführung der Schulpflicht mussten die Klein Jamnoer Kinder die Schule in Eulo besuchen, erst 1892 bekam Klein Jamno eine eigene Schule. Zur gleichen Zeit wurde ein Friedhof angelegt, auch hier fanden die Beerdigungen zuvor in Eulo statt. Zwischen 1921 und 1929 fand an der Schule kein Unterricht statt, weil die Schülerzahlen zu niedrig waren.
Nach dem Bau der Bahnstrecke Cottbus–Sagan im Jahr 1875 fanden viele Einwohner Klein Jamnos dort Arbeit oder fuhren zur Arbeit nach Forst. Die Bauern, die ihr Land für den Bau der Strecke zur Verfügung stellten, erhielten für 0,25 Hektar Land etwa 1000 Reichsmark, was einen guten Nebenverdienst darstellte. Um die Jahrhundertwende arbeiteten zwei Klein Jamnoer als Streckenwärter bei der Bahn. Trotz der vergleichsweise niedrigen Einwohnerzahl gab es etliche kleinere Handwerksbetriebe im Ort.
1903 wurde in Klein Jamno die Freiwillige Feuerwehr gegründet. Seit 1954 befindet sich regelmäßig ein Storchennest auf dem Dach des Feuerwehrhauses.

### Administrative Zugehörigkeit
Nach dem Wiener Kongress kam das zuvor sächsische Klein Jamno als Teil der Niederlausitz an das Königreich Preußen. Dort lag der Ort im Amtsbezirk Eulo im Landkreis Sorau (Lausitz). Danach lag Klein Jamno bis 1952 im Landkreis Cottbus. Am 25. Juli 1952 wurde Klein Jamno dem neu gebildeten Kreis Forst im Bezirk Cottbus zugeteilt. Am 1. Juli 1977 erfolgte die Eingemeindung nach Groß Jamno. Nach der Wende lag die Klein Jamno im Landkreis Forst in Brandenburg, wurde nach der Kreisreform in Brandenburg am 6. Dezember 1993 dem neu gebildeten Landkreis Spree-Neiße zugeteilt und in die Stadt Forst (Lausitz) eingemeindet.

## Bevölkerungsentwicklung
| 1875 | 129 | 1910 | 145 | 1933 | 162 | 1946 | 186 | 1964 | 149 |
| 1890 | 127 | 1925 | 118 | 1939 | 161 | 1950 | 186 | 1971 | 132 |

## Nachweise
1. ↑  Zahlen und Fakten: Ortsteile der Stadt Forst (Lausitz). In: forst-lausitz.de. Abgerufen am 7. Januar 2018.
2. ↑  Zahlen und Fakten: Einwohner der Stadt Forst (Lausitz). In: forst-lausitz.de. Abgerufen am 28. August 2021.
3. ↑  Eintrag „Małe Jamne“ in der niedersorbischen Ortsnamendatenbank auf dolnoserbski.de
4. 1 2 3 4  Hans Brandtstäter, Erwin Twarroschk: Chronik des Dorfes Klein Jamno. In: kleinjamno.de. Abgerufen am 22. August 2017.
5. ↑  Reinhard E. Fischer: Die Ortsnamen der Länder Brandenburg und Berlin: Alter – Herkunft – Bedeutung. be.bra Wissenschaft, Berlin 2005, S. 82.
6. ↑  Klein Jamno im Geschichtlichen Ortsverzeichnis. Abgerufen am 22. August 2017.
7. ↑  Historisches Gemeindeverzeichnis des Landes Brandenburg 1875 bis 2005. (PDF; 331 KB) Landkreis Spree-Neiße. Landesbetrieb für Datenverarbeitung und Statistik Land Brandenburg, Dezember 2006, abgerufen am 22. August 2017.